# Автобан A8 (Німеччина)
Федеральний автобан 6 (A6, нім. Bundesautobahn 6) — це автобан у південній Німеччині, який пролягає на 497 км від автомагістралі Люксембург A13 у Шенгені через Нойнкірхен, Пірмазенс, Карлсруе, Пфорцгайм, Штутгарт, Ульм, Аугсбург і Мюнхен до австрійського Західного автобану поблизу Зальцбурга.

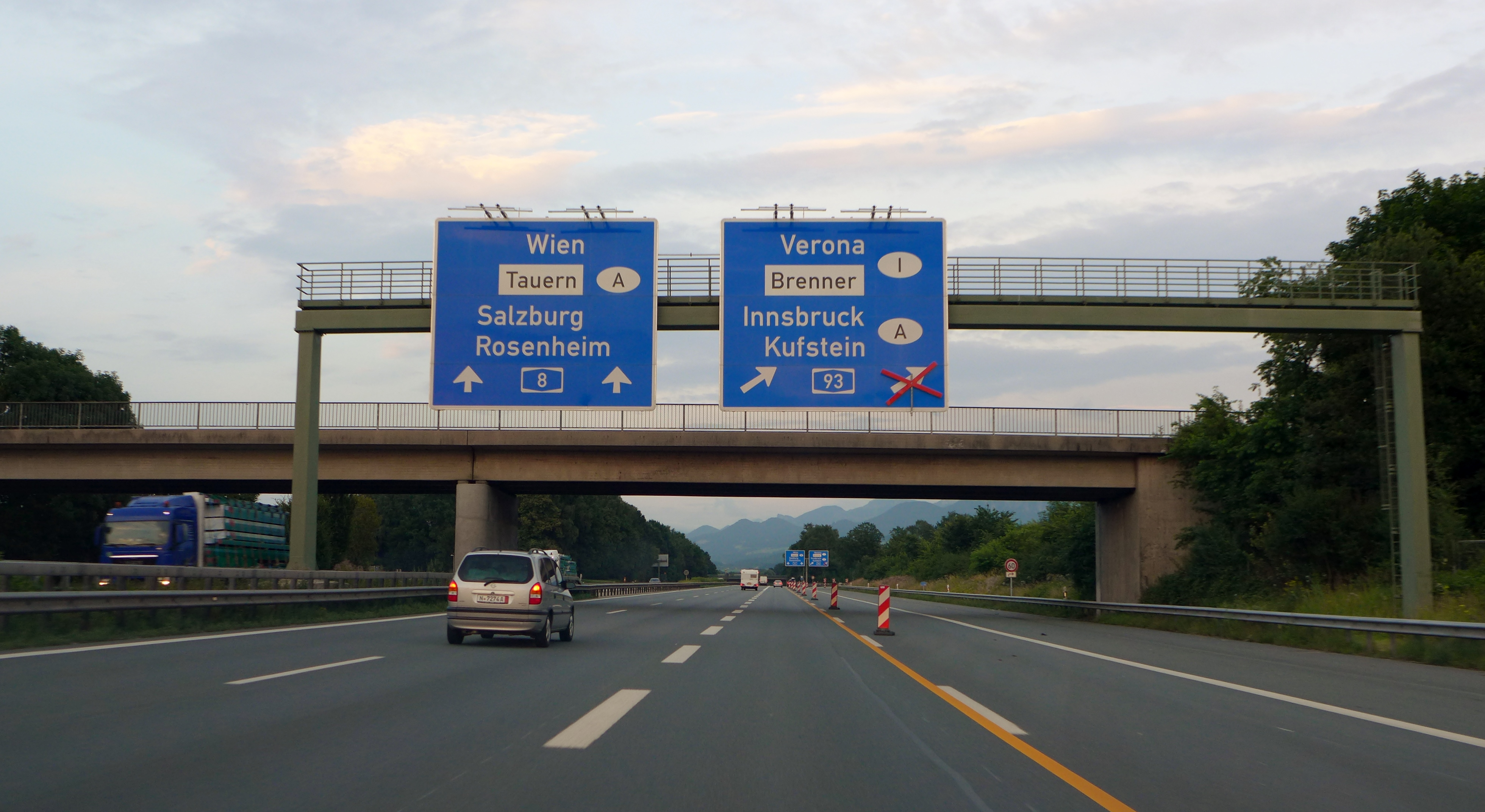
Розв'язка з A93 біля Розенгайма.

A8 є важливим транзитним маршрутом зі сходу на захід. Його будівництво розпочалося в березні 1934 року під час нацистського правління як Рейхсавтобан, ділянка між Карлсруе та Зальцбургом була завершена до того часу, коли дорожні роботи були припинені під час Другої світової війни. Незважаючи на те, що з того часу більшість частин було модернізовано та розширено, значні ділянки залишаються у своїй оригінальній конфігурації з 1930-х років — 2+2 смуги, відсутність аварійних смуг, круті пагорби та вузькі повороти. У поєднанні з сьогоднішнім трафіком це робить A8 одним із найбільш людних і небезпечних автобанів у Німеччині. Особливо взимку схили Шварцвальду, Швабського Альбу поблизу Айхельберга, а також Іршенберга стають вузькими місцями, коли важкі вантажівки їдуть A8 у гору.
Станом на 2016 рік наступні ділянки мають по три смуги в кожному напрямку руху: Карлсруе — Пфорцгайм-північ, Пфорцгайм-південь — Штутгарт — Мюльхаузен, Ульм/Ельхінген — Аугсбург — Мюнхен-Ешенрід і АК Мюнхен-південь — AD Inntal. Інші ділянки в Саарі, Рейнланд-Пфальці та Мюнхені мають дві смуги в кожному напрямку руху та відповідають поточним стандартам автобану.
Станом на 2016 рік на наступних ділянках є ділянки, які або незавершені, або не відповідають сучасним стандартам автобану: біля Мерцига (будується), AK Neunkirchen — Zweibrücken (ще немає аварійних смуг), перехрестя Енц поблизу Пфорцгайма (планується модернізація), Альб перетин Мюльхаузен — Гоенштадт (планується), Гоенштадт — Ульм-Вест (будується), Ульм-Вест — Ульм/Ельхінген (планується) і AD Inntal — Зальцбург (планується). Принаймні, повну ділянку Карлсруе — Зальцбург розширять до 3+3 смуг.